# Spudaeus indigus
Spudaeus indigus är en stekelart som först beskrevs av Davis 1897.  Spudaeus indigus ingår i släktet Spudaeus och familjen brokparasitsteklar. Inga underarter finns listade i Catalogue of Life.